# Rover SD1
SD1 è la sigla tecnica di una autovettura berlina di alta gamma prodotta e dalla Rover e commercializzata sotto diversi nomi a seconda delle versioni tra il 1976 e il 1986.

## Contesto
A metà degli anni settanta la Rover, assorbita dal gruppo industriale British Leyland, era alla ricerca di una nuova identità. La precedente P6, reduce da un discreto successo commerciale, sentiva ormai il peso degli anni poiché presentata nel 1963 e occorreva un modello che desse slancio alle vendite e un forte rinnovamento d'immagine del marchio, che era associato a modelli di classe ma dall'impostazione molto tradizionale.

## Storia e caratteristiche
All'interno del gruppo industriale British Leyland la Rover, assieme a Triumph e Jaguar, costituiva la Specialist Division. Il primo progetto elaborato da questo dipartimento fu appunto l'SD1, ovvero l'acronimo di Specialist Division 1. 

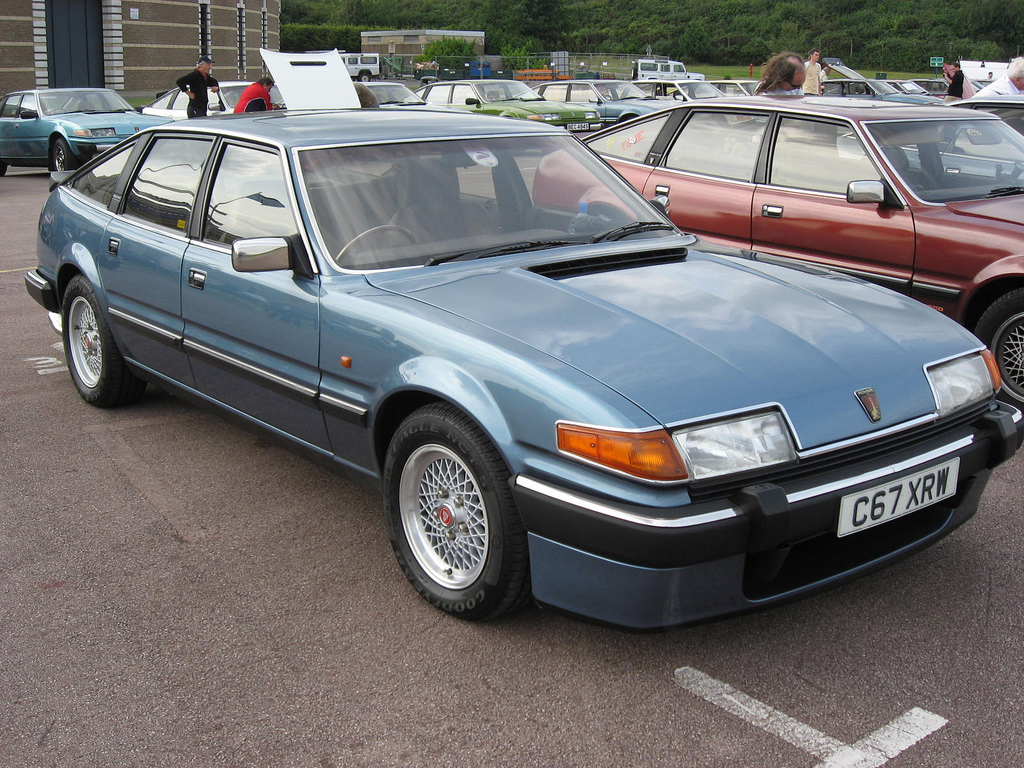
Un modello 3500 della seconda versione

Il modello di esordio fu nominato 3500 e venne presentato all'Earl's Court Motor Show di Londra nel 1976, aggiudicandosi per la seconda volta nella storia della Rover, il premio Car of the Year 1977. 
L'innovazione del progetto fu però più legata all'estetica e agli interni che alla meccanica, poiché  dal punto di vista tecnico non c'erano novità. La vettura era una classica berlina a trazione posteriore, con motore anteriore longitudinale V8 ad aste e bilancieri tutto in alluminio di 3532 cm³ da 155 CV già montato sulla P6, sospensioni anteriori MacPherson di origine Triumph e retrotreno ad assale rigido con molle elicoidali, impianto frenante misto e cambio manuale a 5 marce, o automatico a 3 rapporti. 
Decisamente più innovativa era l'estetica della carrozzeria, una due volumi fastback con ampio portellone posteriore simile alla coeva concorrente Citroën CX, anch'essa con una coda molto inclinata e un frontale sfuggente chiaramente ispirato, come ammetterà l'autore del design David Bache, alla Ferrari 365 Daytona. Nuovi e opulenti anche gli interni, con una plancia molto imponente e un volante monorazza. 

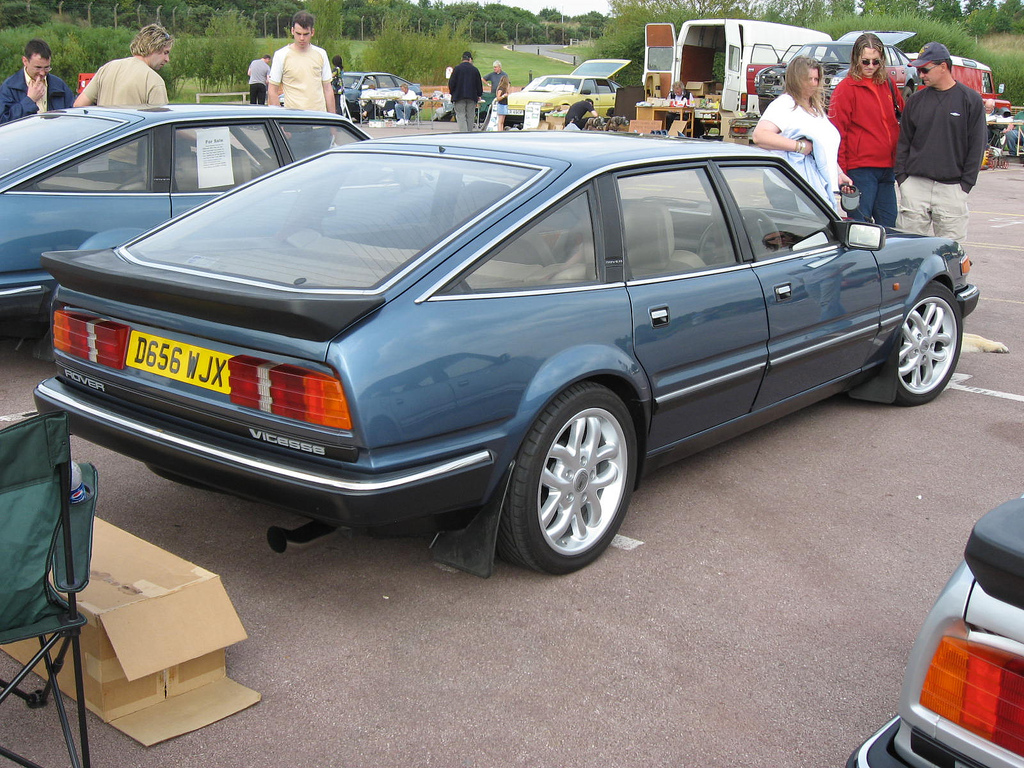
Un modello Vitesse della seconda versione

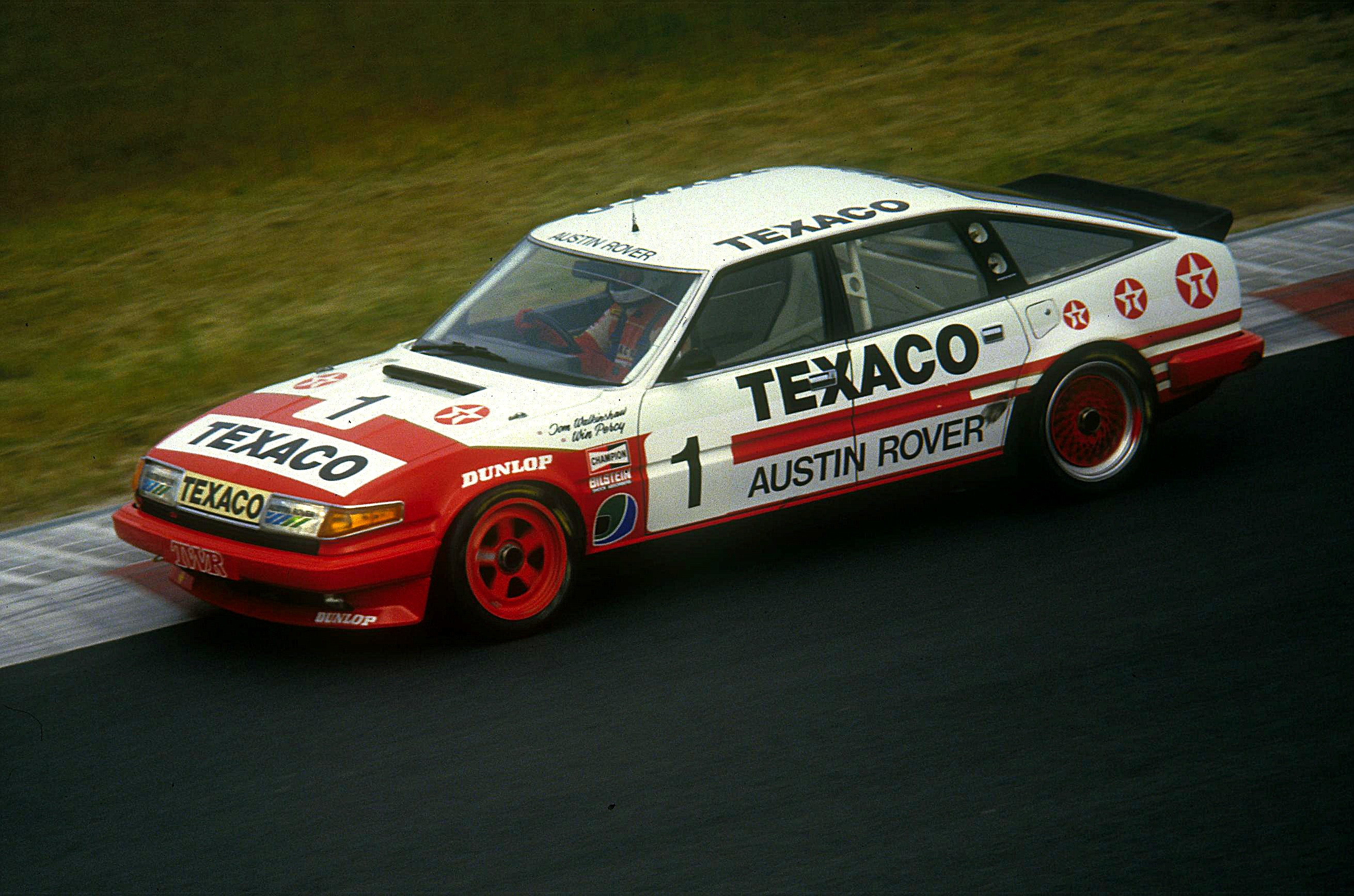
Una Vitesse in gara

Superate le prime perplessità iniziali sull'originale linea, il pubblico cominciò ad apprezzare parecchio il nuovo modello, tanto che per averla bisognava attendere circa cinque mesi. In Italia, tuttavia, a causa delle normative fiscali vigenti all'epoca, che penalizzavano le vetture di elevata cilindrata, la vettura raggiunse una diffusione molto modesta, diventando sostanzialmente un'auto destinata a pochi.
Nel 1979 le vendite subirono una flessione a causa dei problemi di affidabilità manifestati in alcuni primi esemplari. Lo stesso anno venne introdotta la versione 3500 S, con un motore potenziato da 160 CV e finiture interne migliorate, con una dotazione più completa e la selleria in pelle. 
Nel 1980 la produzione fu trasferita dagli stabilimenti di Solihull agli stabilimenti Triumph di Cowley. La qualità migliorò e la gamma venne ampliata, con l'introduzione delle versioni a 6 cilindri in linea 2300 S da 2350 cm³ e 126 CV di potenza e la 2600 S da 2597 cm³ da 138 CV. La V8 cambiò nome in 3500 SE e ottenne ulteriori miglioramenti nelle finiture.
Il completo rinnovo stilistico del 1982 interessò gran parte della vettura. Il frontale fu dotato di una nuova fanaleria più allineata e omogenea, venne aggiunto uno spoiler sotto al paraurti anteriore, la coda venne dotata di un nuovo portellone comprensivo di un lunotto più grande, i gruppi ottici posteriori ritoccati, i paraurti più avvolgenti, la fiancata presentò nuovi profili cromati e gli interni equipaggiati di una nuova plancia più ampia e ridisegnata, con l'aggiunta di inserti in legno nei pannelli porta. Alcune novità furono introdotte anche dal punto di vista tecnico: alla base della gamma vennero introdotte la 2000, con motore di 1994 cm³ da 101 CV d'origine Morris e la 2400 SD con  propulsore turbodiesel a 4 cilindri VM da 2393 cm³ e 93 CV, mentre il V8 di 3,5 litri ottenne l'alimentazione a iniezione elettronica da 192 CV. La nuova gamma prevedeva due allestimenti per la versione sportiva V8 a iniezione: uno lussuoso denominato Vanden Plas e uno sportivo con spoiler maggiorati e cerchi sportivi denominato Vitesse. La versione meno equipaggiata era la 2000, l'unico modello a essere proposto soltanto in versione base.
La SD1 uscì di listino nel 1987 sostituita dalla Rover serie 800.